# ابرو آیدین (بازیکن فوتبال)
ابرو آیدین (انگلیسی: Ebru Aydın؛ زادهٔ ۲۹ ژانویهٔ ۱۹۹۲) بازیکن فوتبال اهل ترکیه است.
وی همچنین در تیم‌های ملی فوتبال Turkey women's national under-17 football team و Turkey women's national under-19 football team بازی کرده‌است.